# Una gita in campagna
Una gita in campagna (Partie de campagne) è un featurette del 1936 diretto da Jean Renoir.

## Trama
(Didascalia introduttiva del film)
La comitiva fa sosta in un'osteria sul fiume, il Restaurant Poulain, che promette fritture e piatti di pesce al modico prezzo di due franchi e mezzo.
La moglie e la figlia inebriate dal piacere della campagna, dalla gioia di dondolarsi sull'altalena, dalla libertà di pranzare all'aperto sull'erba, sono corteggiate da due giovani canottieri, Henri e Rodolphe.
Dopo il picnic, mentre Monsieur Dufour e il commesso Anatole vanno a pescare con le lenze prestate dai due giovanotti, le donne sono invitate ad una gita in barca sul fiume. La madre sale con l'intraprendente biondo Rodolphe, la figlia accetta la compagnia del riservato e bruno Henri. Nell'isoletta magica dove egli la conduce, al canto dell'usignolo, cede al suo abbraccio. La pioggia interrompe l'idillio.
Passa qualche anno. Anatole ha sposato Henriette.
Una domenica, Henri torna con la sua barca all'isola magica. Inaspettatamente incontra Henriette. Nessuno dei due ha scordato quel lontano pomeriggio. Entrambi confessano di ritornare in quel luogo a ricordare. Henriette a stento trattiene le lacrime, ma la voce impaziente di Anatole la richiama alla realtà.

## Produzione
(Pierre Braunberger-Jacques Gerber, Pierre Braunberger Producteur, p. 113.)
Nel 1933, Pierre Braunberger è a Billancourt sul set d’Ademaï Aviateur di Jean Tarride. Qui conosce l'attrice Sylvia Bataille e ne è affascinato. La prende sotto la sua protezione con l'intento di farne una stella del cinema. La fa recitare in alcuni film di sua produzione prima che Renoir la diriga nel film Le Crime de Monsieur Lange. Nel 1936 le offre l'occasione di interpretare il ruolo di protagonista in un film in costume e convince Renoir a realizzare Partie de campagne.

### Soggetto
Il film è tratto dal racconto Una scampagnata (Une partie de campagne) di Guy de Maupassant.

### Progetto
Braunberger assicura la produzione del film tramite la Société du Cinéma du Panthéon, creata nel 1934. Il 15 maggio 1936, firma un contratto, per ottenere i diritti cinematografici del racconto omonimo, con Simone De Maupassant, rappresentata dall'editore Albin Michel. Il produttore ottiene, per 5 000 franchi e per sei anni, "...il diritto esclusivo di adattare e di pubblicare in Francia e all'estero la versione francese di un film sonoro e parlato".
Una clausola stabilisce che il film non debba superare la lunghezza di 1 000 metri (cioè 32 minuti). Il contratto corrisponde al progetto di Renoir: realizzare un cortometraggio corrispondente alla brevità della novella.

### Riprese
Nei fatti, tempi e sforzo produttivo si gonfiarono, sino a richiedere tre settimane per le sole riprese esterne. La lavorazione del film si realizza nei mesi di luglio e di agosto 1936.
Luoghi delle riprese: le sponde del fiume Loing nei pressi di Marlotte, di Montigny-sur-Loing e di Pont des Sorques; Malesherbes sulle rive del fiume Essonne.
Racconta Renoir:
(Jean Renoir, La mia vita. I miei film, p. 109.)

### Gli attori
Renoir fa interpretare i personaggi da attori non ancora troppo famosi, il cui talento sarà valorizzato dalla sua regia.:
- Jeanne Marken, nel ruolo della madre, con "... la freschezza, l'umorismo e il fascino che avremmo poi ritrovato in Les Enfants du paradis."[5]
- Sylvia Bataille, nel ruolo della protagonista Henriette, aveva già lavorato col regista in "Il delitto del signor Lange".
- André Gabriello è Monsieur Dufour,
- Paul Temps, Anatole.
- i due canottieri sono Jacques Brunius, nel ruolo del biondo Rodolphe e Georges Darnoux nel ruolo del bruno Henri.

Come sua abitudine, Renoir sul set stabilisce un clima familiare, recita lui stesso e fa recitare amici e parenti:
- il ragazzo che pesca sul ponte, presente nelle prime inquadrature del film, è suo figlio Alain Renoir
- la montatrice del film, allora sua compagna, Marguerite Houllé, appare nel ruolo della cameriera e lui in quello di papà Poulain, l'oste vedovo.
- nel gruppo dei seminaristi curiosi, che si attardano a guardare le donne sull'altalena, si riconoscono amici e collaboratori: il romanziere Georges Bataille, il fotografo Henri Cartier Bresson e l'amico regista Jacques Becker e l'amico d'infanzia, scrittore e sceneggiatore Pierre Lestringuez nei panni del vecchio prete.

## La troupe
Renoir si circonda di giovani assistenti dal promettente futuro: Henri Cartier-Bresson, Jacques Becker, Yves Allégret, Claude Heymann, Luchino Visconti, (pare con il compito di curare i costumi); suo nipote Claude Renoir è per la prima volta nel ruolo di capo-operatore.

### Una difficile lavorazione
Il protrarsi delle riprese a causa delle difficili condizioni climatiche, l'esaurirsi dei finanziamenti e le tensioni all'interno della troupe, in particolare tra Sylvia Bataille e Renoir, indussero quest'ultimo ad abbandonare la lavorazione prima della fine, per dedicarsi a Verso la vita.

### Rielaborazione
Il film fu presentato al pubblico solo dieci anni dopo.
Nel 1946, il produttore Pierre Braunberger cui era rimasta la proprietà del materiale girato, ne affidò il montaggio a Marguerite Houllé, compagna di vita del regista negli anni trenta. Dagli Stati Uniti, dove risiedeva dal 1940, il regista autorizzò l'operazione, probabilmente senza aver visto il film.
Quando il film uscì, una didascalia introduttiva spiegava:
(La produzione)

### Musica
Le musiche furono affidate a Joseph Kosma che già aveva collaborato con Renoir in film importanti come "La Marsigliese", "La grande illusione", "L'angelo del male".
Molto struggente la melodia mormorata a bocca chiusa dalla cantante Germaine Montéro.

### Documentario sulle riprese del film
Nel 1994 uscì un documentario di 88 minuti, di Alain Fleischer, Tournage à la campagne che, utilizzando le quattro ore di materiale girato, non impiegato nel film, oltre a costituire un importante contributo alla conoscenza dei metodi registici di Renoir, illustra l'entità dell'impegno immesso dal regista nella lavorazione (con scene ripetute anche cinque, sei volte).

### Prima
La prima copia del film è pronta l'11 aprile 1946. L'8 maggio il film ottiene l'autorizzazione per uscire nelle sale. Nella primavera e nell'estate avrà delle presentazioni ufficiose.
Sarà proiettato, nella categoria cortometraggi, il 21 settembre, al Primo Festival di Cannes.
Esce a Parigi, nelle sale cinematografiche, mercoledì 18 dicembre, al cinema César, Champs-Élysées.
La proiezione, a causa della durata inusuale del film, propone tre cortometraggi: Partie de campagne, l’Homme di Gilles Margaritis, un altro film prodotto da La Société du Panthéon, e Naissance du cinéma di Roger Leenhardt, prodotto da Les films du Compas.

### Distribuzione in Italia
In Italia il film uscì solo nel 1962, all'interno della raccolta Il fiore e la violenza, operazione editoriale che riuniva La scampagnata, il primo episodio, quello "inglese" de I vinti di Michelangelo Antonioni e un documentario di François Reichenbach sulla vita in caserma dei marine.

## Critica
A dispetto delle traversie incontrate La scampagnata ha ricevuto molti apprezzamenti:
(François Truffaut, I film della mia vita, Marsilio, Venezia, 1992.)
(Gian Piero Brunetta, "Jean Renoir" in Dizionario dei registi del cinema mondiale, Giulio Einaudi editore, Torino, 2006, pp. 157-162.)
(Chardère Bernard, Jean Renoir, Lyon, Serdoc Premier Plan, n. 22-23-24, 1962, pp. 212-216.)
(Goffredo Fofi, I grandi registi della storia del cinema, Donzelli, Roma, 2008.)
(Jean Rougeul in "Le Magasin du Spectacle", n. 1, Parigi, aprile 1946.)

## Il sentimento
André Bazin scrive:
(André Bazin, Jean Renoir, p. 120.)

## La natura e le emozioni
(Henriette a Juliette)
Jacques Doniol-Valcroze commenta in questo modo:
È un dialogo amoroso fra Jean Renoir e la natura, conversazione ora scherzosa, ora seria, a cui Maupassant assiste solo da spettatore. La natura restituisce bene a Jean Renoir l'amore che il regista le porta: nel corso della lunga scena fra la madre e la figlia in cui parlano della primavera, una farfalla volteggia continuamente dall'una e dall'altra, esce dall'inquadratura e subito vi rientra.»
(Jacques Doniol-Valcroze, in André Bazin, Jean Renoir, p. 210.)
Giorgio De Vincenti:
(Giorgio De Vincenti, Jean Renoir. La vita, i film, p. 146.)

## Realismo poetico e Impressionismo
Si è visto in questo film una delle più convincenti espressioni del "realismo poetico" di Jean Renoir, del connubio tra il naturalismo e la lezione impressionista appresa dal padre.
Georges Sadoul ha scritto:
"... il film si riattacca nelle immagini a August Renoir, ma anche a Manet, Monet, Degas e, per la sceneggiatura, tanto a Zola, quanto a Maupassant.

## Renoir e la pittura paterna
(Jean Renoir, Entretiens et Propos, Cahiers du Cinéma, 1979, ripubblicato in "Petite Bibliothèque des Cahiers du Cinéma", 2005.)
Parecchie inquadrature del film rinviano a celebri quadri paterni come dimostra il confronto fra inquadrature del film e riproduzioni dei quadri di Pierre Auguste Renoir:
- La Promenade, 1869-70 o La passeggiata (Renoir)
- Les amoureux, 1875 o Gli innamorati
- La balançoire, 1876 o L'altalena
- Les Canotiers à Chatou, 1879
- La Seine à Asnieres detta anche La yole ou canotage sur la Seine, 1880 o In barca sulla Senna

Ma troviamo nel film ispirazione anche da:
- La Grenouillère, 1869
- Le déjeuner des canotiers, 1880-1882 o La colazione dei canottieri
- Alphonsine Fournaise o Ritratto di Alphonsine Fournaise, 1879
- Le déjeuner au bord de la rivière 1879-1881 o Colazione in riva al fiume

In occasione della versione restaurata del 2024 su Cahiers du cinéma, nel numero dedicato al (Ri)pensare la storia del cinema, troviamo l'articolo di Marcos Uzal che scrive di un certo malinteso, e di conseguenza di una visione incompleta, riguardo ad un'interpretazione frequente che vede nell'opera un semplice omaggio di Jean ad Auguste Renoir e che i riferimenti si fermano alla parte solare del film, quella panteista e sensuale. Tale dimensione si duplica specularmente di un'altra, invisibile ma onnipresente, quella naturalista, cruda e crudele.

## Sequenze celebri
Esemplare la sequenza del temporale estivo e la lunga carrellata sul fiume sferzato dalla pioggia che, nel sottolineare l'esplodere della passione, dell'elemento naturale, tra Henriette e Henry, traghettano il film verso il successivo incontro dei due che avverrà all'insegna della rassegnata accettazione del corso che le convenienze sociali hanno imposto alle loro esistenze.